# ベグロル＝アン＝モージュ
ベグロル＝アン＝モージュ （Bégrolles-en-Mauges）は、フランス、ペイ・ド・ラ・ロワール地域圏、メーヌ＝エ＝ロワール県のコミューン。

## 地理
モージュ地方にあるアンジューのコミューンである。メ・シュル・エヴルの西、サン＝マケール＝アン＝モージュとル・メ・シュル・エヴルの間を走る県道147号線の途上にある。

## 歴史
1870年の普仏戦争では、13人の住民が犠牲となった。第一次世界大戦では45人が命を落とした。第二次世界大戦では2人が殺害された。

## 人口統計
| 1962年 | 1968年 | 1975年 | 1982年 | 1990年 | 1999年 | 2006年 | 2012年 |
| ------ | ------ | ------ | ------ | ------ | ------ | ------ | ------ |
| 1104   | 1146   | 1254   | 1435   | 1520   | 1531   | 1721   | 1976   |

source=1999年までLdh/EHESS/Cassini、2004年以降INSEE

## 史跡
- ベルフォンテーヌ修道院 - トラピスト会。ヴァンデ戦争で破壊されたが、19世紀に再建された。